# Beaumont-sur-Lèze
Beaumont-sur-Lèze is een gemeente in het Franse departement Haute-Garonne (regio Occitanie). De plaats maakt deel uit van het arrondissement Muret. Beaumont-sur-Lèze telde op 1 januari 2022 1.638 inwoners.

## Geografie
De oppervlakte van Beaumont-sur-Lèze bedroeg op 1 januari 2022 26,31 vierkante kilometer; de bevolkingsdichtheid was toen 62,3 inwoners per km².

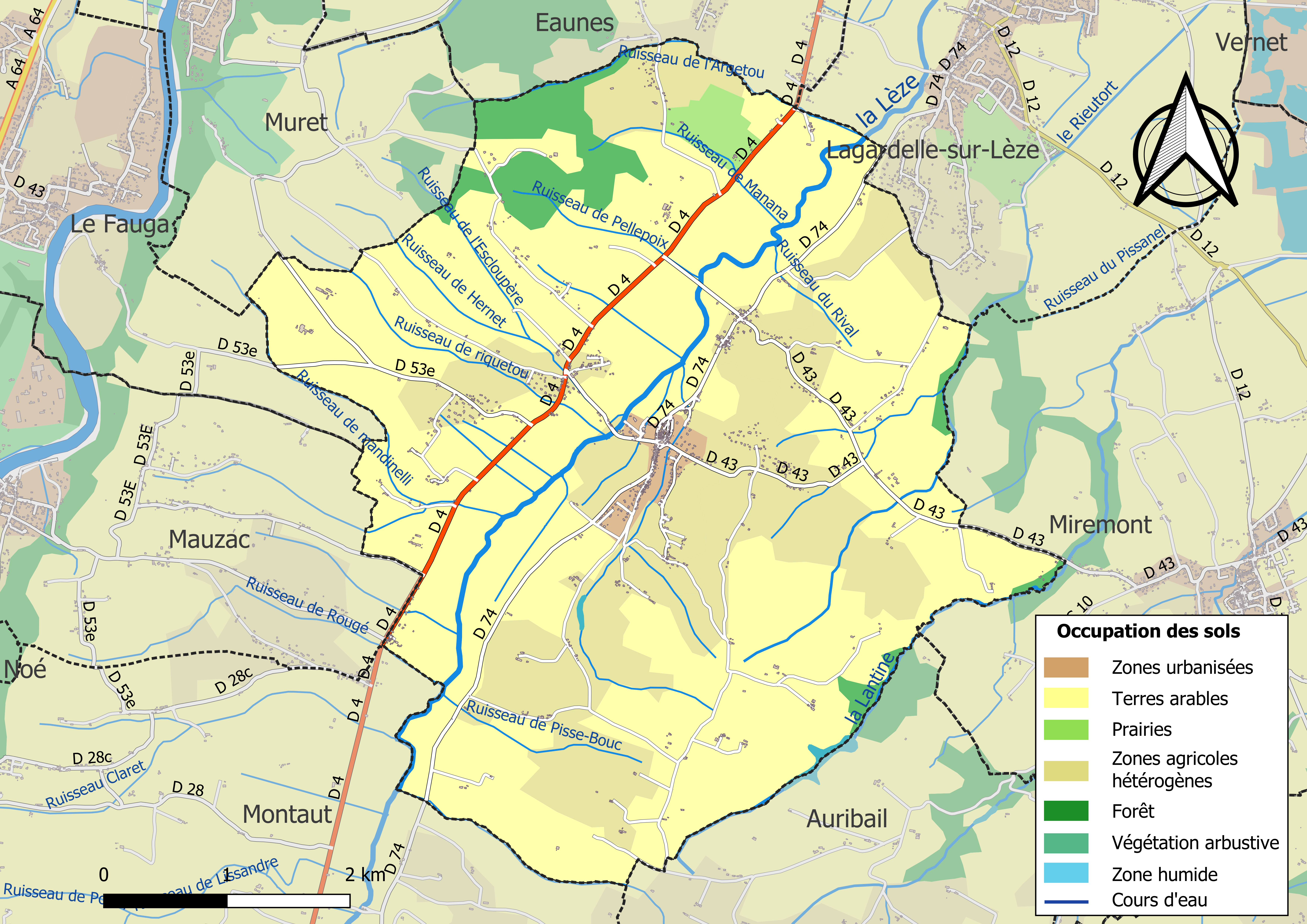
Kaart van de gemeente met belangrijkste infrastructuur, bodemgebruik en omliggende gemeenten

## Demografie
Onderstaande figuur toont het verloop van het inwonertal (bron: INSEE-tellingen).